# Вімблдонський турнір 1890
Вімблдонський турнір 1890 — 14-й розіграш Вімблдону. Турнір тривав з 30 червня до 7 липня в одиночних розрядах та 21 - 23 липня у чоловічому парному розряді. З цього року гравці стали мінятися сторонам після кожного непарного гейму. У чоловічому одиночному розряді змагалися 30 спортсменів, а у жіночому - тільки 4.  The singles finals were played on July 7, and the men's doubles were played on July 21–23.

## Дорослі

### Чоловіки, одиночний розряд
Віллабі Гамільтон переміг у фіналі  Вільяма Реншоу, 6–8, 6–2, 3–6, 6–1, 6–1.

### Жінки, одиночний розряд
Ліна Райс перемогла у фіналі  Мей Джекс, 6–4, 6–1.

### Чоловіки, парний розряд
Джошуа Пім /  Френк Стокер перемогли у фіналі пару  Ернест Льюїс /  Джордж Гільярд, 6–0, 7–5, 6–4.